# Samuel Aranda
Samuel Aranda (Santa Coloma de Gramenet, 1979) è un fotoreporter spagnolo.

## Biografia
Samuel Aranda ha cominciato a lavorare come fotografo all'età di 19 anni per i giornali spagnolo El País e El Periódico de Catalunya. Due anni dopo si recò in Medio Oriente, per riportare il Conflitto israelo-palestinese per l'EFE. Dal 2004, è stato responsabile per l'agenzia di stampa AFP dei servizi in Spagna, Pakistan, Gaza, Libano, Iraq, Marocco, Sahara occidentale e Cina.
Il suo reportage del 2006 sui rifugiati africani in Europa è stato insignito del Premio nazionale spagnolo per la fotografia dell'associazione ANIGP TV. Da allora, Aranda ha iniziato a lavorare come fotografo freelance. Tra le altre cose, ha fotografato eventi come l'essiccazione del lago d'Aral in Uzbekistan, i conflitti sociali in India, il Campionato mondiale di calcio 2010 in Sudafrica, i bambini di strada a Bucarest e la camorra in Italia.
A partire dal 2011 ha documentato la Primavera Araba in Tunisia, Egitto, Libia e Yemen. Una sua fotografia scattata durante le proteste in Yemen, ha vinto il premio World Press Photo of the Year 2011, il premio più prestigioso nel fotogiornalismo. Essa mostra una donna velata musulmana che tiene fra le braccia un uomo della sua famiglia ferito. La decisione della giuria, è stata spiegata dicendo che "la foto parla per un'intera regione. È valida per lo Yemen, l'Egitto, la Tunisia, la Libia, la Siria... e mostra il ruolo che hanno avuto le donne, non solo in qualità di soggetti che si sono prese cura degli altri, ma anche in qualità di persone attive in movimento".